# Eurhynchium laevisetum
Eurhynchium laevisetum är en bladmossart som beskrevs av Geheeb 1876. Eurhynchium laevisetum ingår i släktet sprötmossor, och familjen Brachytheciaceae. Inga underarter finns listade i Catalogue of Life.